# Champoeg
Champoeg (kiejtése: ʃæmˈpuːiː, régiesen: ʃæmˈpuːɛɡ) az Amerikai Egyesült Államok északnyugati részén, Oregon állam Marion megyéjében elhelyezkedő kísértetváros.
A település neve a kalapuja čʰámpuik (valószínűleg a čʰa-čʰíma-púičuk rövidítése) szóból ered, amely a kaporra (púičuk) utal.

## Története
Az 1841. február 7-én összegyűlő telepesek Jason Lee misszionáriust választották vezetőjüknek; a megbeszélés témája a településeket veszélyeztető farkasok voltak. Ez volt a „farkastalálkozók” első állomása.
Az 1840-es évek közepére Oregon tulajdonjoga miatt az USA és az Egyesült Királyság közötti feszültség egyre nőtt. Az 1843. május 2-án 52–50 arányú szavazással létrejött ideiglenes kormány fővárosa Champoeg lett. A John C. Frémont expedíciójával érkező William Gilpin 1845-ben petíciót adott át a kongresszusnak; az Oregoni Egyezményt 1846-ban fogadták el, Oregon Territóriumot pedig 1848-ban alapították.
1852-ben a településen tíz észak–déli és hat kelet–nyugati irányú út volt, a Willamette folyón pedig komp közlekedett. Champoeg főleg Robert Newell és André Longtain területein feküdt.
1861. december 2-án a Willamette folyó 17 méterrel a szokásos nyári vízállás fölé emelkedett, és elárasztotta a települést. A lakosok Robert Newell magasabban fekvő lakóházába menekültek; a férfi az emberek ellátása miatt majdnem csődbe ment. Az 1930-as években épített gátaknak köszönhetően a hasonló áradások valószínűleg nem következhetnek be.

### Múzeum
A település múzeumában Robert Newell lakóháza mellett több lakás, látogatóközpont és az 1860-as évek stílusát követő kert is van. Itt található az 1863-ban megnyílt Butteville bolt. A területen lehetőség van kempingezésre.

### Ásatások
A régészeti feltárások helyszíne 1984-ben bekerült a történelmi helyek jegyzékébe. A legfontosabb lelet a térség első lakóháza (valószínűleg Robert Newell első lakóhelye).

## Fordítás
- Ez a szócikk részben vagy egészben  a   Champoeg, Oregon című angol Wikipédia-szócikk ezen változatának fordításán alapul.  Az eredeti cikk szerkesztőit annak laptörténete sorolja fel. Ez a jelzés csupán a megfogalmazás eredetét és a szerzői jogokat jelzi, nem szolgál a cikkben szereplő információk forrásmegjelöléseként.